# Tyran du Panama
Myiarchus panamensis
Espèce
Statut de conservation UICN

 LC  : Préoccupation mineure
Le Tyran du Panama (Myiarchus panamensis) est une espèce de passereau de la famille des Tyrannidae,.

## Systématique et distribution
Cet oiseau est représenté par deux sous-espèces selon la classification de référence du Congrès ornithologique international (version 9.1, 2019) :
- Myiarchus panamensis actiosus Ridgway, 1906 : côte pacifique du nord-ouest du Costa Rica ;
- Myiarchus panamensis panamensis Lawrence, 1861 : du versant pacifique du sud-ouest du Costa Rica au sud-ouest de la Colombie et au nord-ouest du Venezuela[1],[2],[4].